# Alessandro (football)
Pour les articles homonymes, voir Alessandro.
Alessandro da Conceição Pinto, plus communément appelé Alessandro est un footballeur brésilien, né le 21 septembre 1977 à Campos dos Goytacazes.

## Palmarès
Avec Club de Regatas Vasco da Gama
- Championnat du Brésil : 1997
- Championnat de Rio de football : 1998
- Taça Rio : 1998

Avec Atlético Paranaense
- championnat du Brésil : 2001
- Championnat du Parana de football : 2001, 2002

Avec Botafogo
- Coupe Rio de football : 2007, 2008
- Coupe Guanabara : 2009